# Enrico Opocher
Enrico Giuseppe Opocher (Treviso, 19 febbraio 1914 – Padova, 3 marzo 2004) è stato un filosofo e giurista italiano.
Con Adolfo Ravà e Giuseppe Capograssi è considerato uno dei maggiori filosofi del diritto italiani del Novecento.

## Biografia
Nacque da Enrico Giovanni, ginecologo di fama, e da Ida Cini. Durante la Grande Guerra la famiglia, timorosa dei bombardamenti, si trasferì dapprima nella periferia di Treviso, quindi a Pistoia presso una parente. Gli anni successivi riportarono un clima di serenità e agiatezza, nel quale Enrico crebbe, dividendosi tra la città natale e Vittorio Veneto, meta delle sue vacanze estive.
Dopo il liceo fu avviato, secondo il volere del padre, agli studi giuridici, benché fosse decisamente più inclinato verso la filosofia. Nel 1931 si iscrisse alla facoltà di giurisprudenza dell'Università di Padova, ma continuò a coltivare i propri interessi personali seguendo le lezioni di filosofia del diritto tenute da Adolfo Ravà. Sotto la guida di quest'ultimo stilò una tesi su La proprietà nella filosofia del diritto di G. A. Fichte, con la quale si laureò brillantemente nel 1935.
Ottenuta nel 1942 la libera docenza, vinse nel 1948 il concorso per la cattedra di filosofia del diritto presso la facoltà di giurisprudenza dell'Università di Padova, succedendo a Bobbio che in Veneto era divenuto segretario regionale del Partito d'Azione.
Nell'ateneo padovano insegnò ininterrottamente per quarant'anni, tenendo lezioni per i corsi di filosofia del diritto, di storia delle dottrine politiche e di dottrina dello stato Italiano.
È ricordato in maniera particolare per i suoi studi sull'idea di giustizia, e sul rapporto tra diritto e valori, nonché per la redazione di un celebre manuale, Lezioni di filosofia del diritto, prima edizione 1949, usato da generazioni di allievi.
Fu magnifico rettore dell'Università negli anni 1968 - 1972. e Presidente della Società Italiana di Filosofia Giuridica e Politica dal 1976 al 1983. La sera del 15 aprile 1969, un ordigno posizionato da militanti di estrema destra legati alla cellula di Franco Freda, ex studente della facoltà di giurisprudenza, esplose nel suo ufficio presso l'Università di Padova, provocando ingenti danni. L'attacco è considerato una delle prime tappe del processo di escalation che porterà alla strage di Piazza Fontana, nel contesto della strategia della tensione.
Influenzato dall'amicizia con il cattolico Capograssi e col laico Bobbio, fu azionista con Bobbio e Trentin, condividendo (a Palazzo del Bo) le attività cospirative della Resistenza locale. Nel dopoguerra rimase amico stretto di Visentini (Trentin era morto nel 1944), divenendo a sua volta il maestro di Toni Negri.

## Opere
- G. A. Fichte e il problema dell'individualità, Padova, CEDAM, 1944.
- Il valore dell'esperienza giuridica, Treviso, Tipografia Crivellari, 1947.
- Il problema della giustizia nel materialismo storico, Milano, Bocca, 1948. Estr. da "Rivista Internazionale di Filosofia del Diritto", anno 25, fasc. 3-4, luglio-dicembre 1948.
- Lezioni di filosofia del diritto. Raccolte ad uso degli studenti dall'assistente Luigi Caiani, Padova, CEDAM, 1949.
- Il problema della natura della giurisprudenza, Padova, CEDAM, 1953.
- Analisi dell'idea della giustizia, Milano, Giuffrè, 1977.